# Polistes mertoni
Polistes mertoni är en getingart som beskrevs av François du Buysson 1913. Polistes mertoni ingår i släktet pappersgetingar, och familjen getingar. Inga underarter finns listade i Catalogue of Life.